# Dalgopol Glacier
Dalgopol Glacier är en glaciär i Antarktis. Den ligger i Sydshetlandsöarna. Argentina, Chile och Storbritannien gör anspråk på området. Dalgopol Glacier ligger 844 meter över havet.
Terrängen runt Dalgopol Glacier är huvudsakligen bergig, men västerut är den kuperad. Havet är nära Dalgopol Glacier åt nordväst. Trakten är obefolkad. Det finns inga samhällen i närheten. 